# Quadrangle d'Ishtar Terra
Le quadrangle d'Ishtar Terra est un des quadrangles définis pour la cartographie de Venus approuvés par l'Union astronomique internationale.
Les cartes de ce quadrangle à l'échelle 1/10 000 000 sont identifiées avec le code Et-2490. Ce quadrangle comprend la portion de la surface de Vénus située en latitude entre 57 et 90 degrés Nord et en longitude entre 0 et 360 degrés Est. Autrement dit, ce quadrangle couvre toute la région polaire boréale de Vénus.
Il doit son nom à Ishtar Terra.